# Easton (Massachusetts)
Easton és una població dels Estats Units a l'estat de Massachusetts. Segons el cens del 2000 tenia 22.299 habitants.

## Demografia
Segons el cens del 2000, Easton tenia 22.299 habitants, 7.489 habitatges, i 5.571 famílies. La densitat de població era de 302,7 habitants/km².
Dels 7.489 habitatges en un 37,4% hi vivien nens de menys de 18 anys, en un 62,3% hi vivien parelles casades, en un 8,9% dones solteres, i en un 25,6% no eren unitats familiars. En el 20,7% dels habitatges hi vivien persones soles el 6,9% de les quals corresponia a persones de 65 anys o més que vivien soles. El nombre mitjà de persones vivint en cada habitatge era de 2,74 i el nombre mitjà de persones que vivien en cada família era de 3,21.
Per edats la població es repartia de la següent manera: un 24,4% tenia menys de 18 anys, un 13,1% entre 18 i 24, un 28,7% entre 25 i 44, un 24,3% de 45 a 60 i un 9,4% 65 anys o més.
L'edat mediana era de 36 anys. Per cada 100 dones de 18 o més anys hi havia 91,1 homes.
La renda mediana per habitatge era de 69.144 $ i la renda mediana per família de 82.190$. Els homes tenien una renda mediana de 51.429 $ mentre que les dones 35.912$. La renda per capita de la població era de 30.732$. Entorn del 0,7% de les famílies i el 2% de la població estaven per davall del llindar de pobresa.